# Convair F-102 Delta Dagger

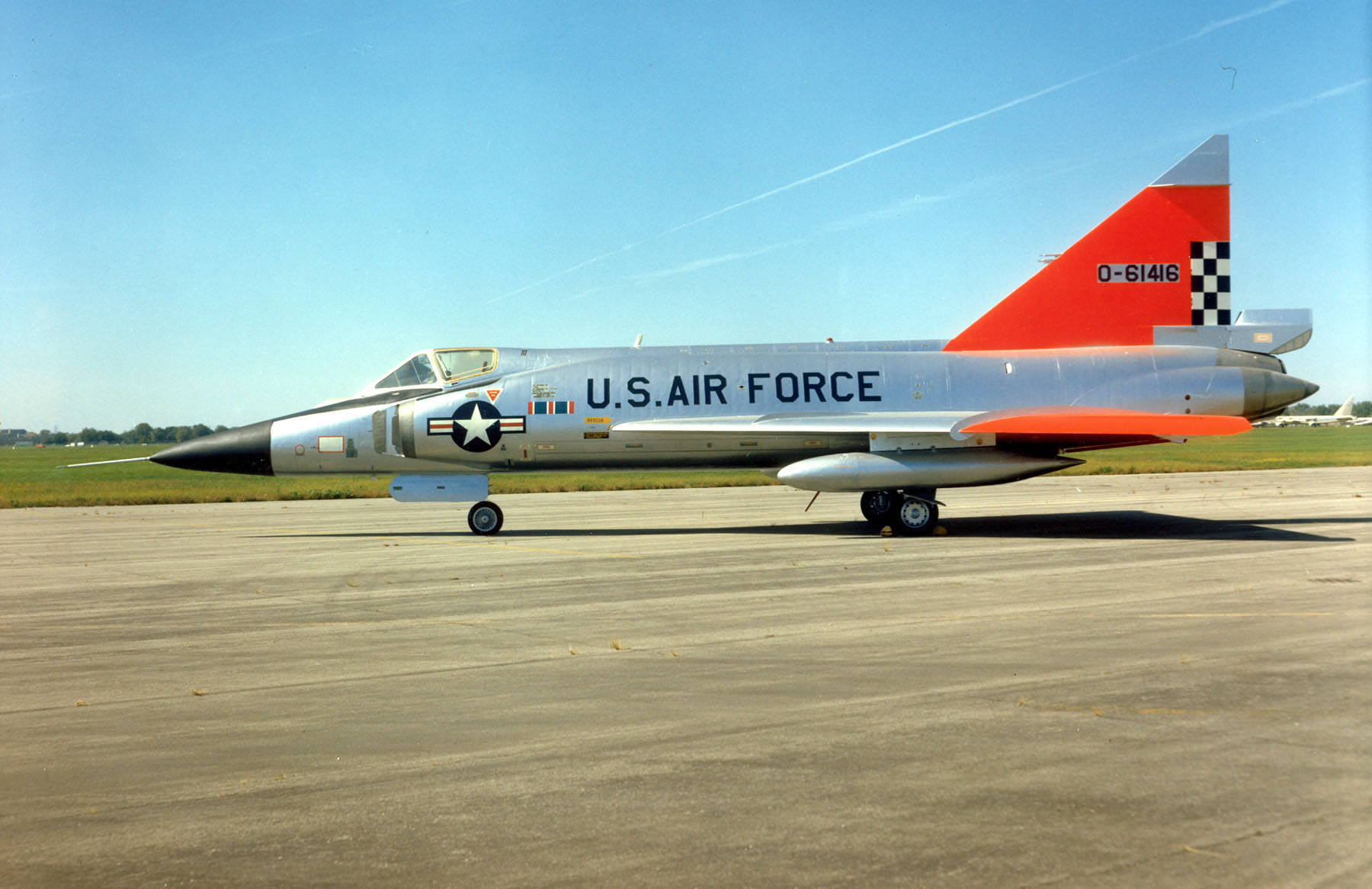
De scherpgelijnde F-102A was gemaakt voor snelheid

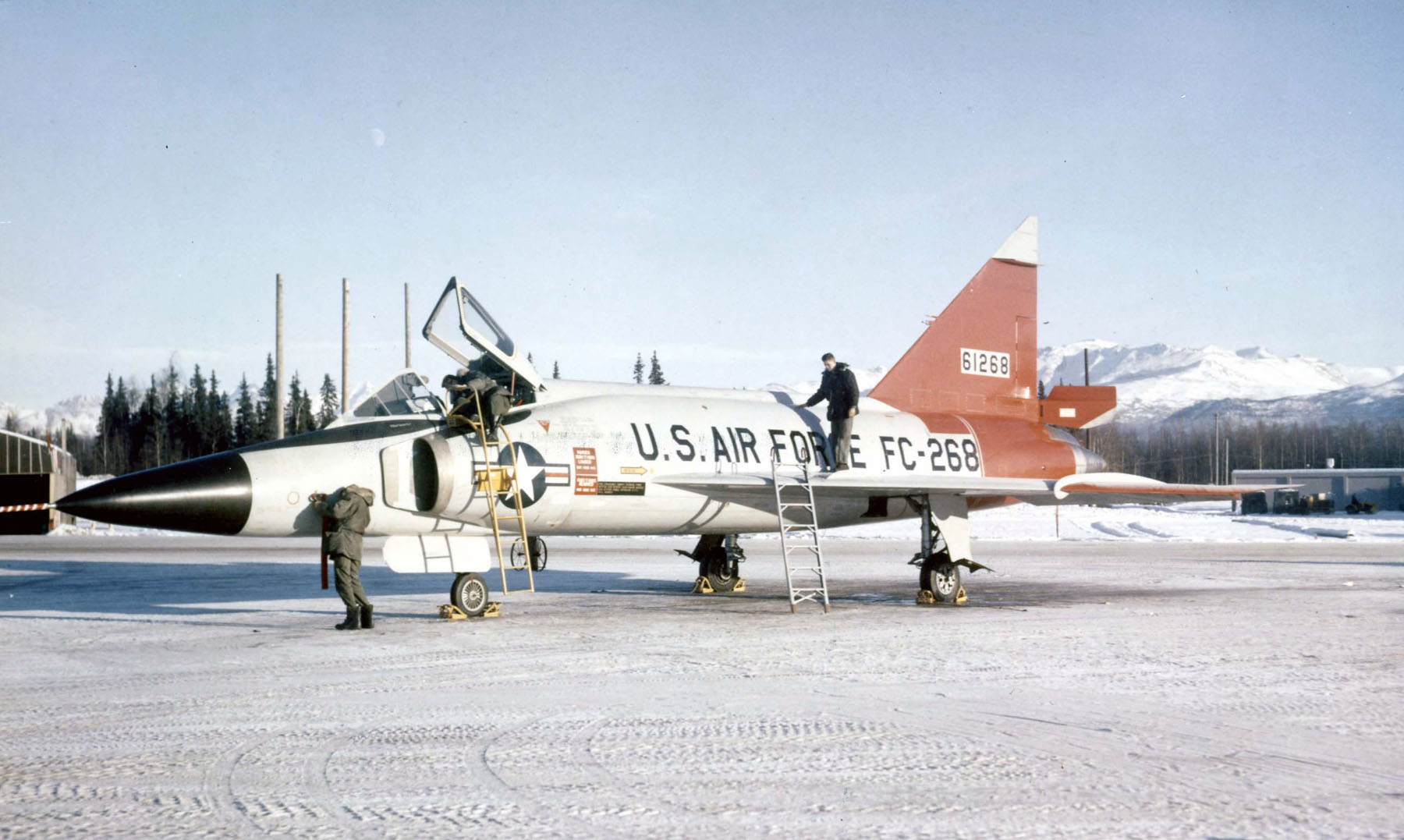
De eerste ‘all weather‘ onderscheppingsjager

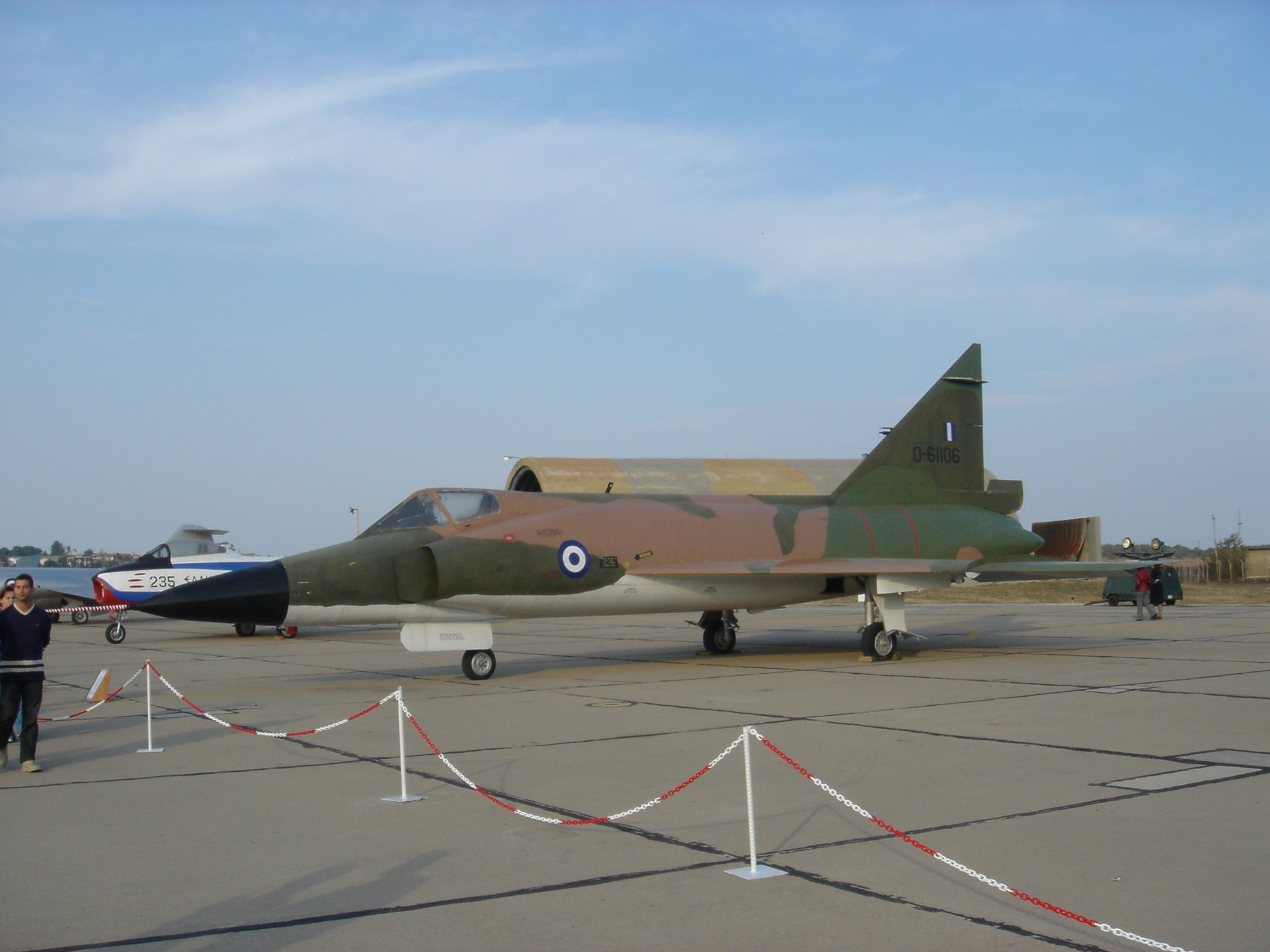
Een Griekse F-102A Delta Dagger

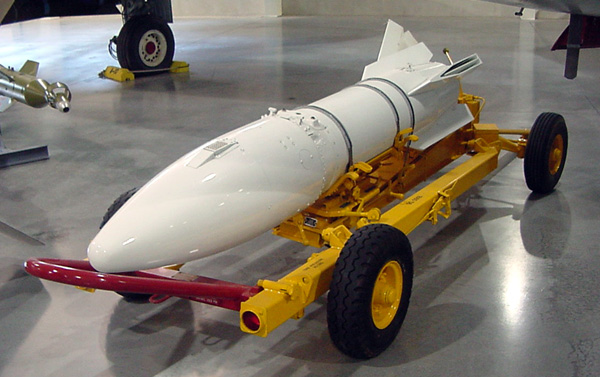
De AIR-2 Genie was een ongeleide raket die standaard was uitgerust met een 1,5 kiloton sterke W25 atoomspringkop

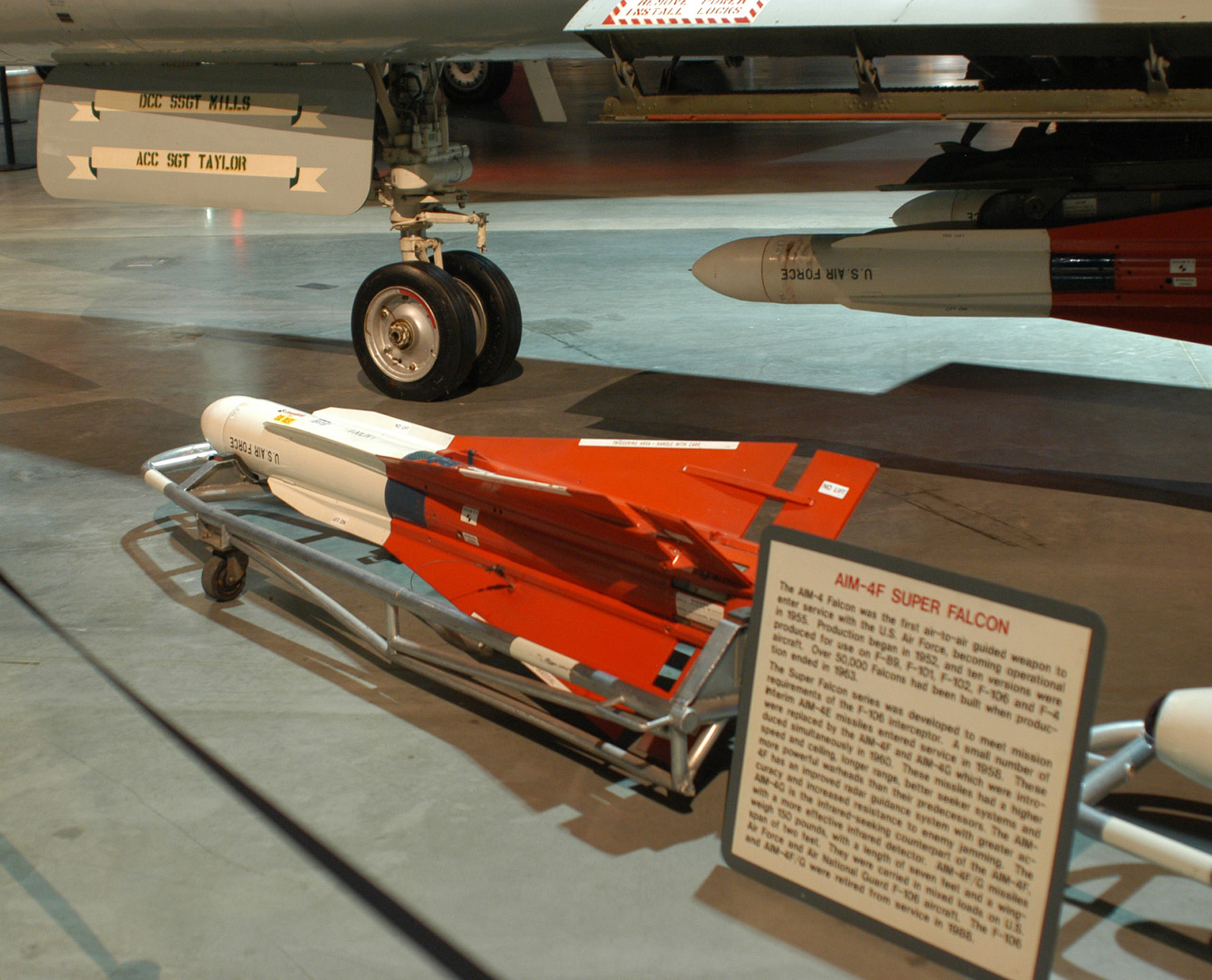
De AIM-4 Falcon was een radargeleide infrarood raket die kon worden voorzien van een gewone of van een W54 atoomspringkop met een sterkte van 0,25 kiloton

De Convair F-102 Delta Dagger was een straaljager die vanaf 1956 in gebruik was bij de luchtmacht van de VS als luchtverdedigingsjager tegen Sovjet-Russische bommenwerpers ten tijde van de Koude Oorlog. Het toestel kenmerkte zich door de grote deltavleugels en het grote driehoekige richtingsroer in de staart.

## Geschiedenis
De Delta Dagger werd vlak na de oorlog in Korea ontworpen volgens de in die tijd geldende trend dat een toestel zo mooi en gestroomlijnd mogelijk moest zijn om de goede vliegcapaciteiten te tonen. De Delta Dagger was met zijn deltavleugels en Pratt & Whitney motor een scherp gelijnd toestel dat op snelheid was gebouwd.
Het was de eerste supersonische onderscheppingsjager met ‘all-weather’ capaciteit en tevens het eerste operationele USAF toestel met deltavleugels. Zijn enige missie was het onderscheppen en afschieten van vijandelijke vliegtuigen. In crisistijd zou het toestel via grondradargeleiding naar de vijand worden toegepraat. Als het eigen vliegtuig elektronica de vijand had gedetecteerd zou het automatisch in de ideale aanvalspositie worden gebracht waarna het elektronisch afvuursysteem de aanval uitvoerde.
De F-102 kwam voort uit de experimentele XF-92A. Dit was een Duits ontwerp dat na de Tweede Wereldoorlog was buitgemaakt en dat in 1948 in Amerika verder werd ontwikkeld; het was het eerste toestel ter wereld dat met een deltavleugel was uitgerust. Het toestel vloog onder de aanduiding YF-102A voor het eerst in oktober 1953 en werd in 1956 operationeel als F-102A bij het USAF Air Defense Command. Aan het eind van de jaren 50 waren er 25 operationele Fighter Interceptor Squadrons (FIS) mee uitgerust.
De Delta Dagger was bij de USAF in de VS operationeel van 1956-1970; hierna werden de toestellen doorgeschoven naar de Air National Guard die er nog tot 1976 mee vloog.
De F-102 werd van 1962-1968 ook ingezet tijdens de Vietnamoorlog. Vanaf de bases Tân Sơn Nhứt, Biên Hòa en Đà Nẵng vlogen de toestellen ter bescherming van ingezette B-52 bommenwerpers. Gedurende deze inzet gingen vijftien Delta Daggers verloren.
Er zijn door de firma Convair vanuit San Diego, Californië circa 1000 F-102’s afgeleverd, waarvan 875 als F-102A. De overige toestellen waren TF-102 trainers.
De F-102A werd voor het eerst in 1956 bij de USAF operationeel bij het 2nd Fighter Interceptor Squadron, op Suffolk AFB, New York.
De laatste operationele vlucht van een USAF F-102 vond in mei 1971 plaats bij het 82nd FIS te Okinawa, Japan. Het toestel was in 1966 bij dit squadron in dienst gekomen.
De Delta Dagger was bij de USAF in de VS operationeel van 1956-1971; hierna werden de toestellen doorgeschoven naar de Air National Guard die er nog tot 1976 mee vloog. Ook de Amerikaanse president, George W. Bush was een F-102A vlieger van de Air National Guard. Hij vloog een F-102A met serienummer 56-1114 gelegerd bij de 52nd Fighter Group in Suffolk County AFB, NY,
Aan het eind van hun loopbaan fungeerden F-102’s voor het grootste deel als ‘drones’ (op afstand bestuurde doelvliegtuigen) voor nieuw opgeleide vliegers.

## Bewapening
De bewapening van het vliegtuig bestond uit lucht-luchtraketten die in een constructie binnen de romp werden meegevoerd.

## Buitenlandse toepassing
In de jaren 60 waren een aantal Delta Daggers in Nederland bij het Amerikaanse 32nd Fighter Interceptor Squadron op de vliegbasis Soesterberg gestationeerd. In Soesterberg lagen ook nucleaire raketten voor deze vliegtuigen.
Ook de Griekse en Turkse luchtmacht vlogen met de F-102A. 60 Delta Daggers hebben van 1969-1978 dienstgedaan bij de Griekse luchtmacht waar ze waren ondergebracht bij 114 Pterix (wing) op de basis Tanagra tot ze in 1978 door de Dassault Mirage F-1C werden vervangen.
Ook waren er van 1968-1980 47 stuks bij de Turkse luchtmacht ingedeeld; de toestellen waren ondergebracht bij 191 Filo (squadron) op de basis Murted tot hun vervanging door de Lockheed F-104G Starfighter.
Saillant detail: 2 Turkse F-102As werden medio 1974 - tijdens het conflict om Cyprus - door Griekse F-5A’s neergeschoten middels AIM-9 Sidewinders en kanonvuur.